# 참파사크

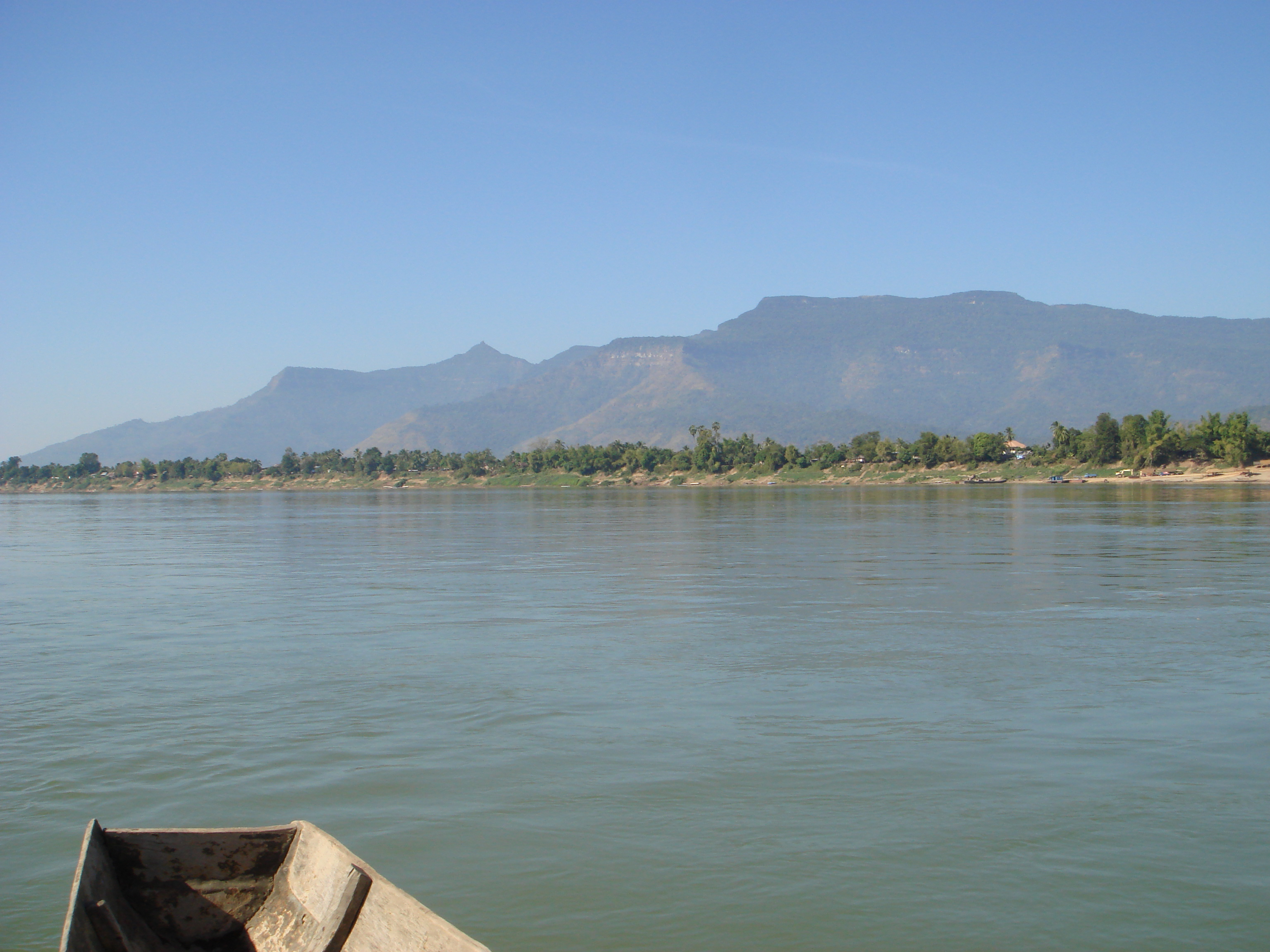
참파사크를 흐르고 있는 메콩 강

참파사크(라오어: ຈຳປາສັກ, Champasak)는 라오스 남부와 메콩강 서안에 위치한 도시로, 빡세에서 남쪽으로 약 40km 정도 떨어진 곳에 위치한다. 1946년 라오스 왕국이 세워지기 이전까지 참파사크 왕국의 수도였던 곳이며 이 곳에 남아 있는 크메르 양식의 사찰인 밧푸 사찰은 세계유산으로 지정되어 있다.